# Nomada agrestis
Nomada agrestis är en biart som beskrevs av Fabricius 1787. Nomada agrestis ingår i släktet gökbin, och familjen långtungebin. Inga underarter finns listade i Catalogue of Life.